# Cohérence (physique)
Pour les articles homonymes, voir Cohérence.
 (juillet 2025).
Si vous disposez d'ouvrages ou d'articles de référence ou si vous connaissez des sites web de qualité traitant du thème abordé ici, merci de compléter l'article en donnant les références utiles à sa vérifiabilité et en les liant à la section « Notes et références ».

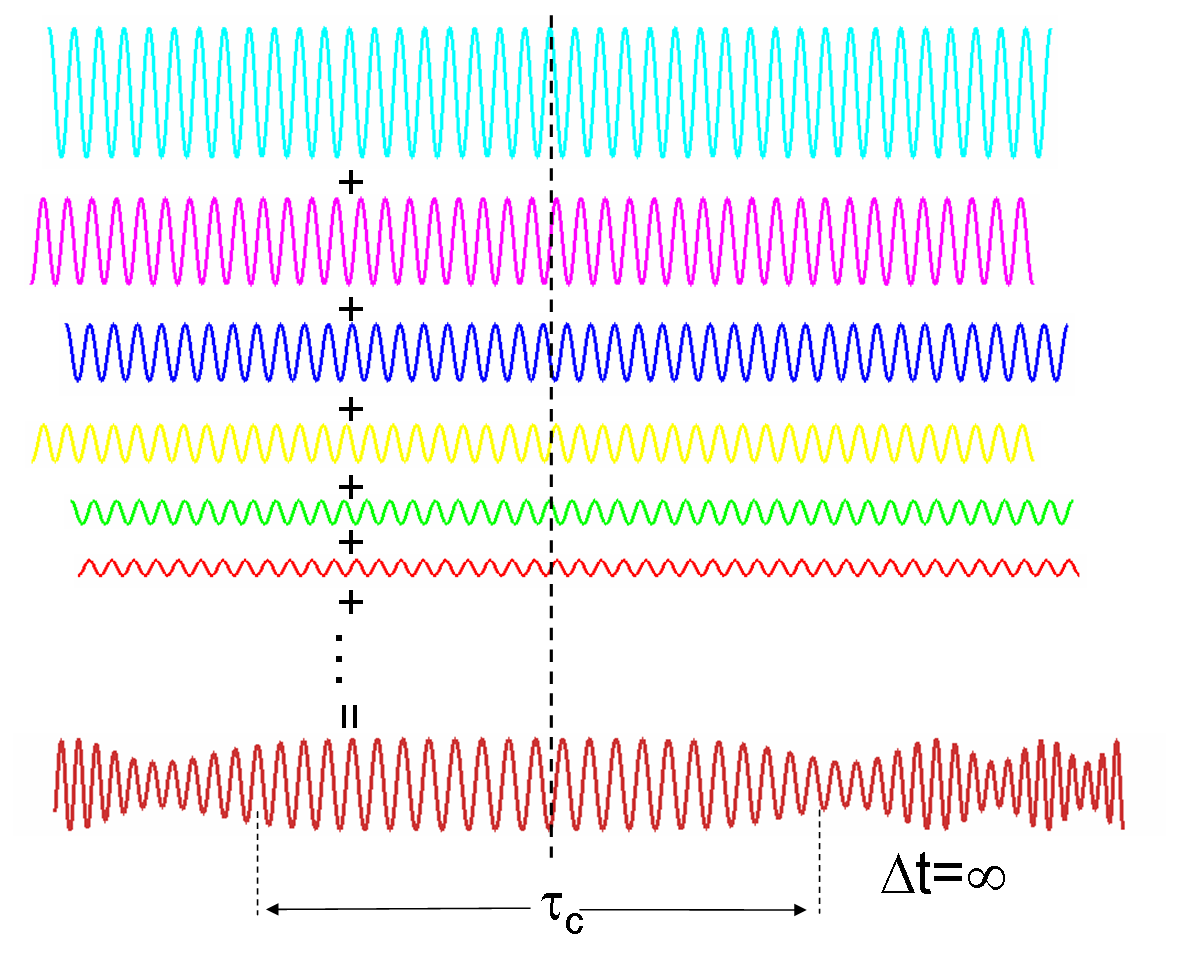
cohérence spectrale continu

La cohérence en physique est l'ensemble des propriétés de corrélation d'un système ondulatoire. Son sens initial était la mesure de la capacité d'onde(s) à donner naissances à des interférences — du fait de l'existence d'une relation de phase définie — mais il s'est élargi. On peut parler de cohérence entre deux sources, entre les ondes d'une même source à deux instants différents (cohérence temporelle) ou entre les ondes d'une source étendue à deux endroits différents (cohérence spatiale).
Le terme cohérent s'emploie à la fois pour une radiation électromagnétique ou pour des particules, dont le comportement ondulatoire a été postulé en 1924 par Louis de Broglie, ou pour tout phénomène ondulatoire périodique.

## Cohérence temporelle
La cohérence temporelle d'une onde est liée à la largeur de bande spectrale de la source. Une onde réellement monochromatique (une seule fréquence) aurait, en théorie, un temps et une longueur de cohérence infinis. En pratique, aucune onde n'est réellement monochromatique (cela impliquerait un train d'ondes de durée infinie), mais, en général, le temps de cohérence de la source est inversement proportionnel à sa largeur de bande {\displaystyle \Delta \nu }. On définit le temps de cohérence {\displaystyle \tau _{c}} de la source par l'inverse de la largeur spectrale {\displaystyle \tau _{c}=1/\Delta \nu }. La longueur de cohérence temporelle est {\displaystyle L_{c}=\tau _{c}c}  où {\displaystyle c} est la vitesse de propagation de l'onde. Si les différents chemins suivis par l'onde diffèrent d'une longueur supérieure à {\displaystyle L_{c}=\tau _{c}c}, il n'y aura pas d'interférences : on peut dire, dans ce cas, que la différence de marche est supérieure au train d'onde (ou à la longueur de cohérence).

## Cohérence spatiale
La propriété de cohérence spatiale d'une onde est la capacité de chacun des points du front d'onde à interférer avec n'importe quel autre point. En général, les ondes émises par une source étendue ne sont pas cohérentes: chaque point de la source émet des trains d'onde sans relation de phase définie avec les autres points, et n'interférera donc pas.
Illustrons cette propriété avec l'expérience des fentes de Young. Si les deux fentes du dispositif étaient éclairées par la lumière issue de tout le disque solaire (source étendue spatialement incohérente), il n'y aurait pas de frange d'interférence. C'est pourquoi on utilise une première fente, dont le rôle est de sélectionner un point unique de la surface du disque solaire: les faisceaux qui sont alors issus des deux fentes proviennent du même point du disque solaire ne sont pas affectés pas l'incohérence spatiale de la lumière de la source étendue et peuvent donc interférer. (En lumière blanche, temporellement incohérente, on observera seulement la frange centrale et ses voisines immédiates, alors qu'avec une source monochromatique on observerait un système de frange étendu).
Dans le cas des fentes de Young, la largeur de cohérence est {\displaystyle l_{s}=\lambda D/\Delta S} ({\displaystyle \lambda } est la longueur d'onde de la source, {\displaystyle \Delta S} la largeur de la distribution spatiale d'intensité et {\displaystyle D} la distance où l'on se place) : la largeur de cohérence dépend donc à la fois de caractéristiques intrinsèques à la source ({\displaystyle \lambda } et {\displaystyle \Delta S}) et de la distance à laquelle on se trouve : plus on s'éloigne, plus la source se rapproche d'une source ponctuelle.

## Cohérence partielle et incohérence
Par opposition, incohérent qualifie un faisceau qui ne dispose pas de ces caractéristiques. Les ondes incohérentes, lorsqu'elles sont combinées, ne produisent pas d'interférence. On observe la moyenne de l'intensité.
La cohérence absolue (temporelle et spatiale) est une situation idéalisée inatteignable, et l'on parle souvent de cohérence partielle, caractérisant cette caractéristique par un temps et une longueur de cohérence.

## Exemples

### Exemples de faisceau cohérent
- la lumière laser
- le rayonnement synchrotron généré par un onduleur
- la lumière d'une étoile, qui apparaît comme ponctuelle à cause de sa distance, est spatialement cohérente. Cette propriété est utilisée pour l'interférométrie stellaire

Les ondes produites par une source laser ont souvent une forte cohérence spatiale et temporelle (bien que la cohérence dépende des propriétés du laser spécifique). Par exemple, un laser hélium-néon stabilisé peut produire de la lumière avec une longueur de cohérence supérieure à 5 m. La cohérence spatiale de faisceaux lasers se manifeste aussi comme des motifs de tavelure et des franges de diffraction au contour des ombres.

### Exemples de faisceau, ou de source, incohérent
- la lumière solaire
- la lumière émise par une lampe à incandescence
- une diode électroluminescente (sauf pour la diode laser)

La lumière de sources non monochromatiques, telles que les lampes à incandescence ont une longueur de cohérence très courte (~1 μm).

### Exemples de dispositif de visualisation de la cohérence d'une source
Un simple DVD permet de distinguer la cohérence de certaines sources lumineuses. 
Un DVD simple face et double couche (appelé "DVD-9", la plupart des DVD vidéo sont de ce type) est constitué d'une couche d'information semi-réfléchissante séparée par une couche transparente d'une couche très réfléchissante. L'ensemble de ces trois couches se trouve au milieu de l'épaisseur du disque. La distance entre ces deux couches est spécifiée à 55 µm à plus ou moins 15 µm. 
La structure parallèle semi-réfléchissant/transparent/réfléchissant constitue donc un interféromètre de grande dimension (110 µm d'épaisseur d'un matériau spécifié d'un indice de 1.55). Seules les sources dont la longueur de cohérence dépasse la distance d'aller et retour entre les deux couches peuvent donner des figures d'interférence. 
En regardant un disque par la face opposée à la décoration, il est possible de voir des franges d'interférences (anneaux de Newton) lorsque le disque est éclairé avec une lumière de type fluorescente (lampe à économie d'énergie, tubes dits "néon").  Ces franges visualisent l'homogénéité de l'épaisseur de la couche transparente. Ces franges sont invisibles avec la lumière solaire ou avec la lumière de lampes à incandescence. Il est donc possible d'en déduire que la lumière issue des tubes fluorescents a une plus grande longueur de cohérence que celle issue de sources thermiques. 